# Station Soest (Nederland)
Station Soest is een spoorwegstation in Soest aan de enkelsporige spoorlijn Den Dolder - Baarn. Het station werd geopend op 27 juni 1898. Soest is het enige kruisingsstation aan deze lijn, waar de treinen in beide richtingen elkaar kunnen passeren. Het perron direct aangrenzend aan het stationsgebouw is niet meer in gebruik, de treinen halteren langs het eilandperron.

## Treindienst
In de dienstregeling van 2025 stopt op dit station de volgende treinserie:
| Serie | Treinsoort    | Route                                         | Bijzonderheden                                |
| ----- | ------------- | --------------------------------------------- | --------------------------------------------- |
| 5500  | Sprinter (NS) | Utrecht Centraal – Den Dolder – Soest – Baarn | Rijdt 's avonds en in het weekend 1x per uur. |

## Ontwikkeling aantal reizigers
Het aantal door NS vervoerde reizigers (per gemiddelde werkdag) ontwikkelde zich sedert 2019 als volgt:
| Jaar | Aantal reizigers |
| ---- | ---------------- |
| 2019 | 235              |
| 2020 | 107              |
| 2021 | 125              |
| 2022 | 178              |
| 2023 | 207              |
| 2024 | 212              |

## Afbeeldingen

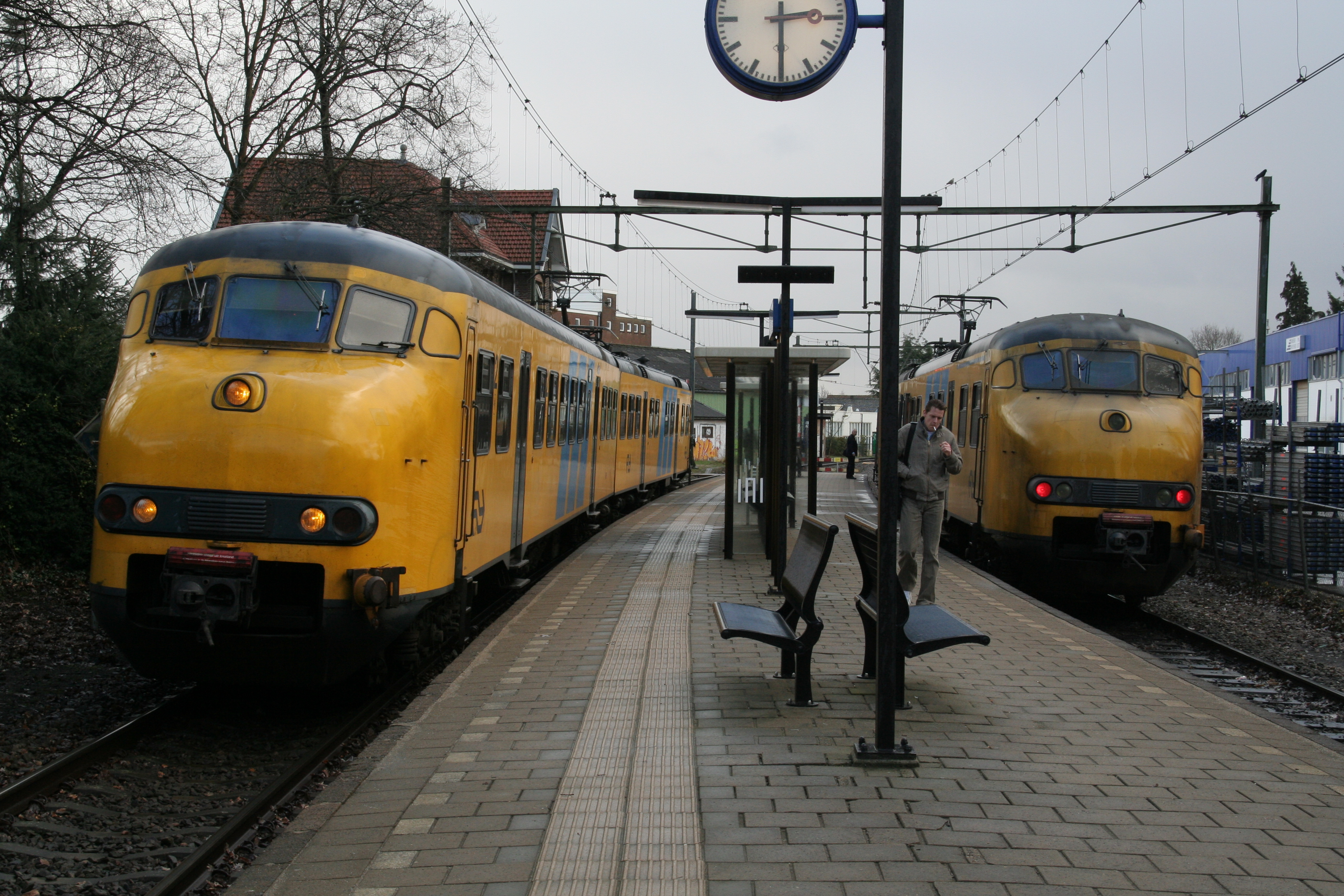
Kruising van twee treinstellen Plan V
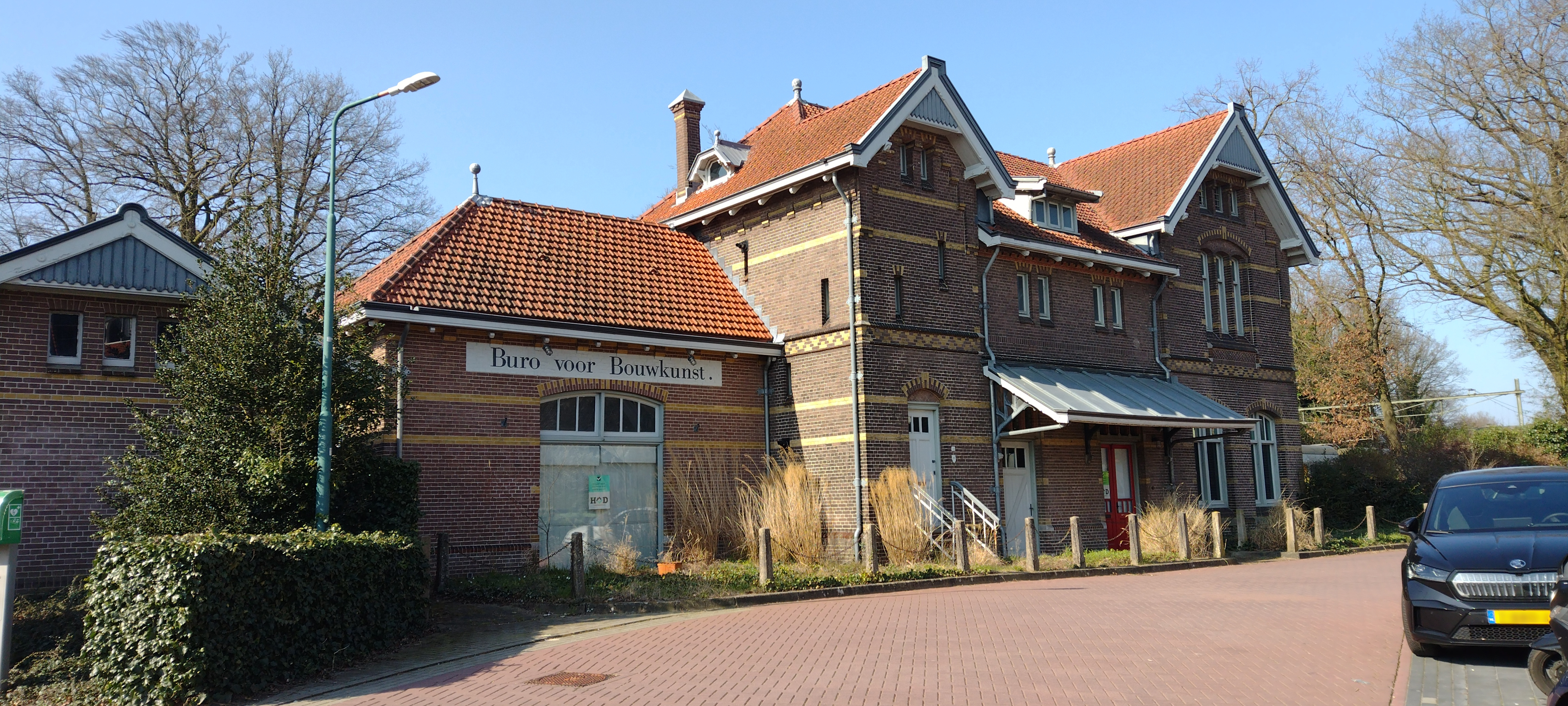
Het stationsgebouw
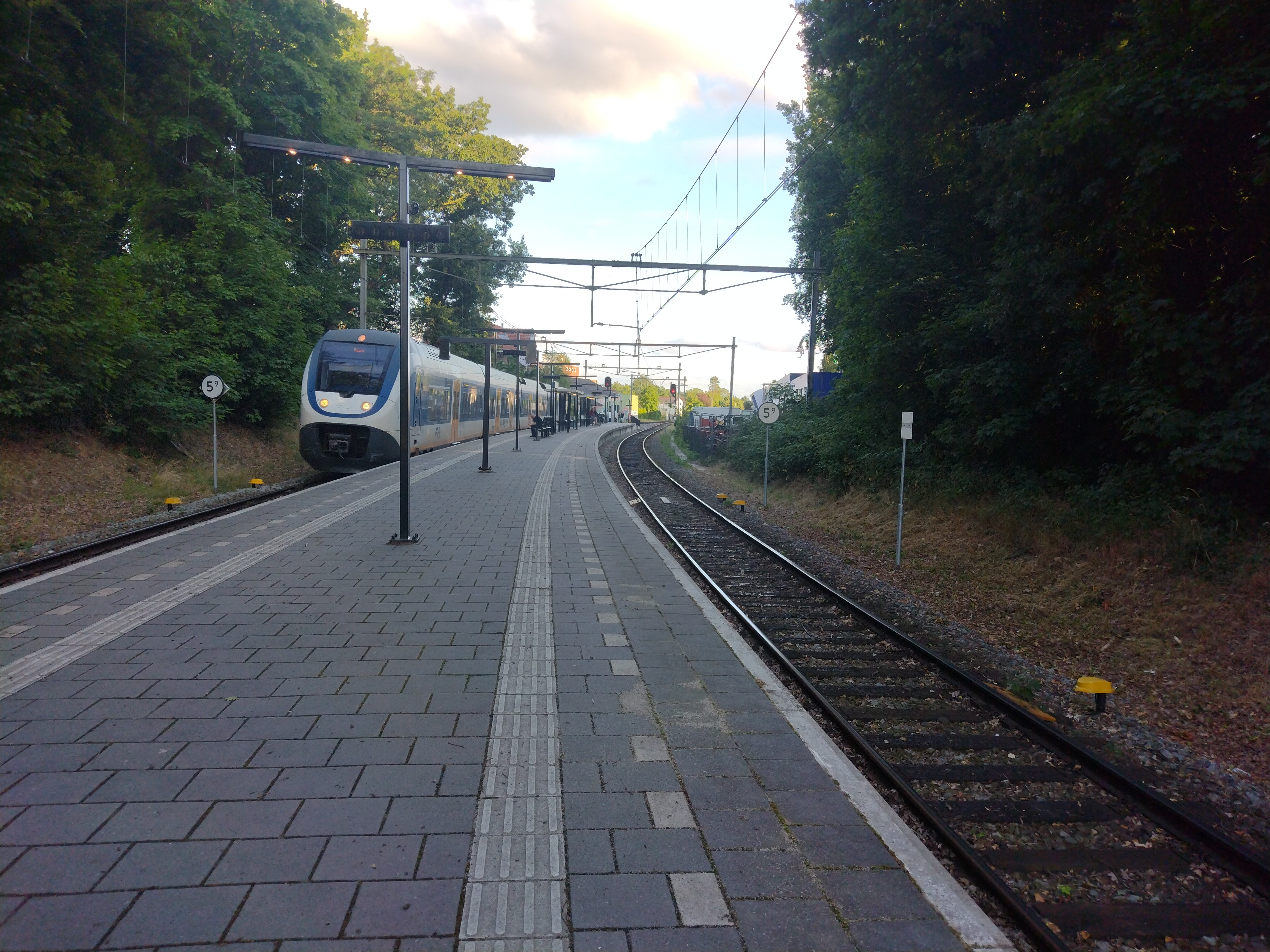
Sprinter met SLT-materieel op het station
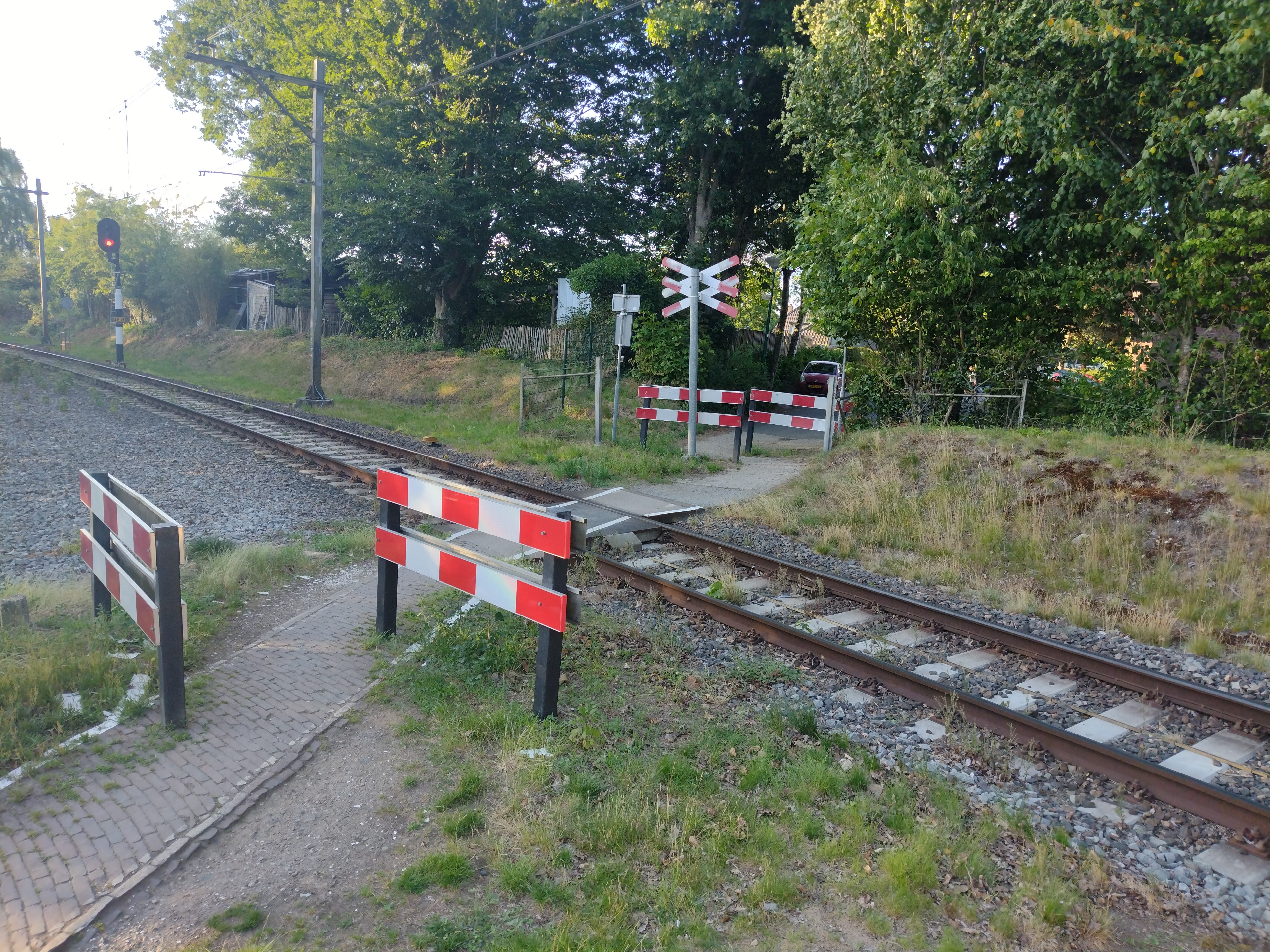
Onbewaakte spoorwegovergang vlak naast het perron

0: Den Dolder ·
De Paltz ·
5: Soest Zuid ·
6: Soest ·
8: Soestdijk ·
10: Baarn Buurtstation ·
11: Baarn
Abcoude · 
Amersfoort:
-Centraal · 
-Schothorst · 
-Vathorst · 
Baarn · 
Bilthoven · 
Breukelen · 
Bunnik · 
Den Dolder · 
Driebergen-Zeist · 
Hoevelaken · 
Hollandsche Rading ·
Houten · 
-Castellum · 
Leerdam · 
Maarn · 
Maarssen · 
Rhenen · 
Soest · 
-Zuid · Soestdijk · 
Utrecht:
-Centraal · 
-Leidsche Rijn · 
-Lunetten · 
-Maliebaan · 
-Overvecht · 
-Terwijde · 
-Vaartsche Rijn · 
-Zuilen · 
Veenendaal: 
-Centrum · 
-West · 
Vleuten · 
Woerden
Voormalige stations: zie de lijst van voormalige spoorwegstations in Utrecht